# Probistip
Probistip az azonos nevű község székhelye Észak-Macedóniában.

## Népesség
Probistipnek 2002-ben 8045 lakosa volt, melyből 7907 macedón, 63 szerb, 20 cigány, 15 vlach és 40 egyéb.
Probistip községnek 2002-ben 16 193 lakosa volt, melyből 15 977 macedón, 89 szerb, 37 cigány, 37 vlach és 53 egyéb nemzetiségű.

## A községhez tartozó települések
- Probistip
- Bunes
- Bucsiste
- Gajranci
- Gorno Barbarevo
- Gorni Sztubal
- Grizilevci
- Gujnovci
- Dobrevo (Probistip)
- Dolno Barbarevo
- Dolni Sztubal
- Drenevo
- Drenok (Probistip)
- Zarepinci
- Zelengrad (Probistip)
- Zletovo
- Jamiste
- Kalniste
- Kukovo
- Kundino
- Lezovo
- Lesznovo
- Marcsino
- Neokazi
- Pesztrsino
- Petrisino
- Pisica
- Plesanci
- Puzderci
- Ratavica
- Sztriszovci
- Sztrmos
- Tripatanci
- Troholo
- Turszki Rudari
- Stalkovica